# Poppenhuis
Een poppenhuis is een in het klein uitgevoerde versie van een gebouw of een deel van een gebouw, inclusief het interieur met meubelen en gebruiksvoorwerpen en vaak “bewoond” door poppen.
Poppenhuizen zijn er voor kinderen als speelgoed en voor volwassenen in de vorm van verzamel- of modelbouwobjecten. Naast volledige poppenhuizen met een dak en soms een opendraaiende voorgevel, bestaan er ook losse poppenkamers, -winkels, -keukens en vele andere vormen.
Daarnaast zijn er veel verzamelaars die zowel oude als nieuwe poppenhuizen bezitten. Deze huizen zijn niet gemaakt om mee te spelen, maar om naar te kijken. In verschillende musea staan er voorbeelden van. Deze poppenhuizen zijn cultuurhistorisch interessant omdat ze een beeld geven van de inrichting van de gegoede stand in vroeger tijden.
Als modelbouw werd het vervaardigen van poppenhuizen en miniaturen vanaf omstreeks 1990 populair.

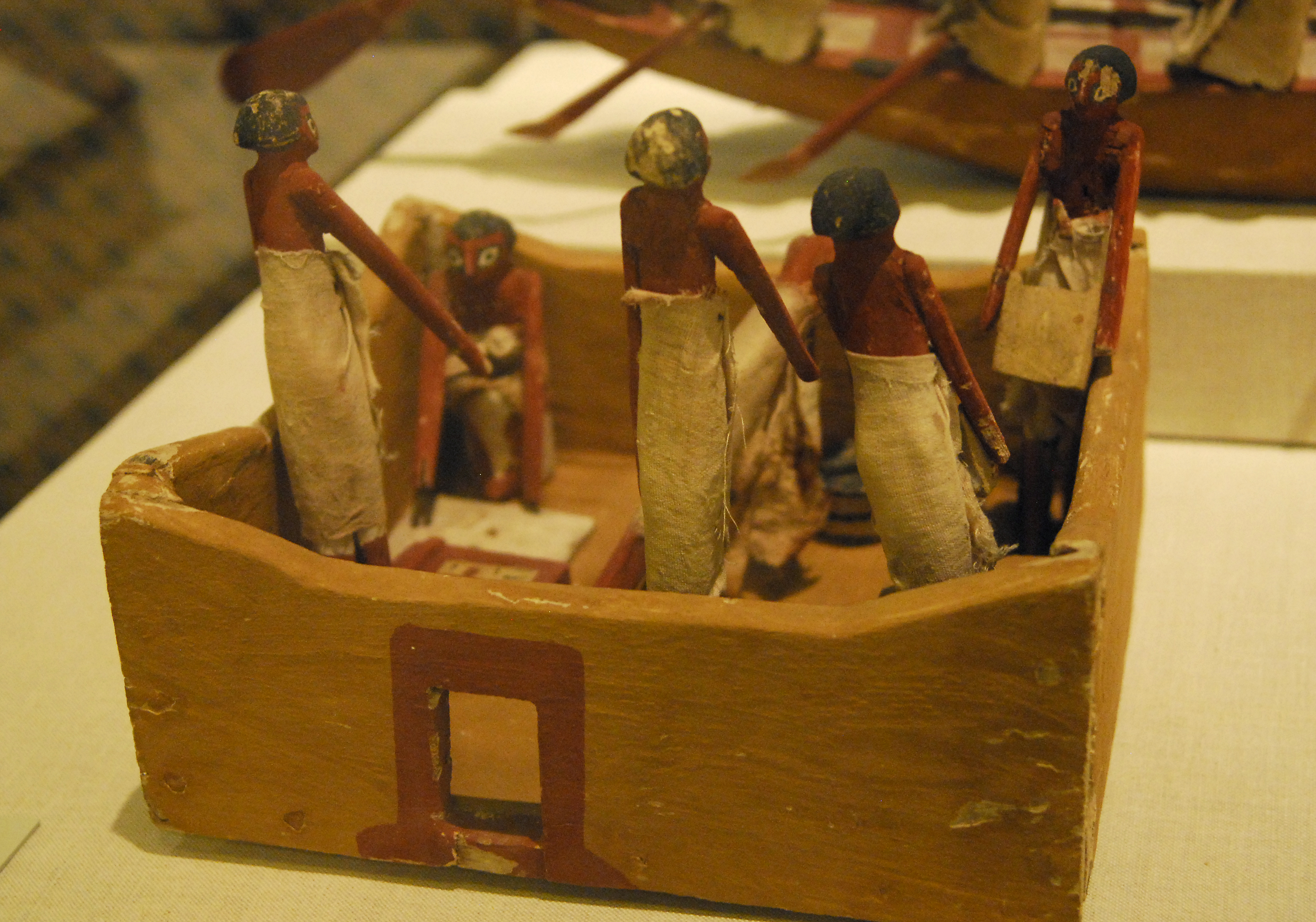
Model van een graanschuur, Egypte 2200 v.Chr. The Oriental Institute, Chicago

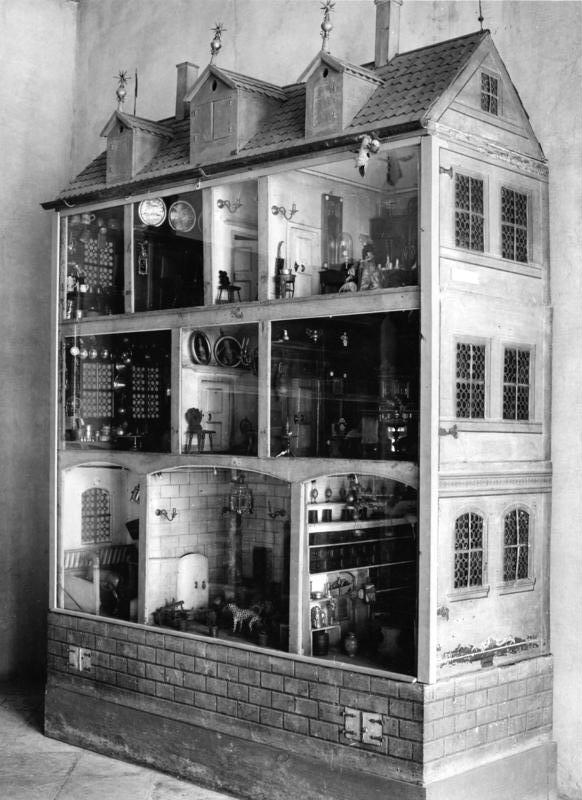
Duits poppenhuis uit de late 17e eeuw in het bezit van de familie Bäumler (Germanisches Nationalmuseum, Neurenberg)

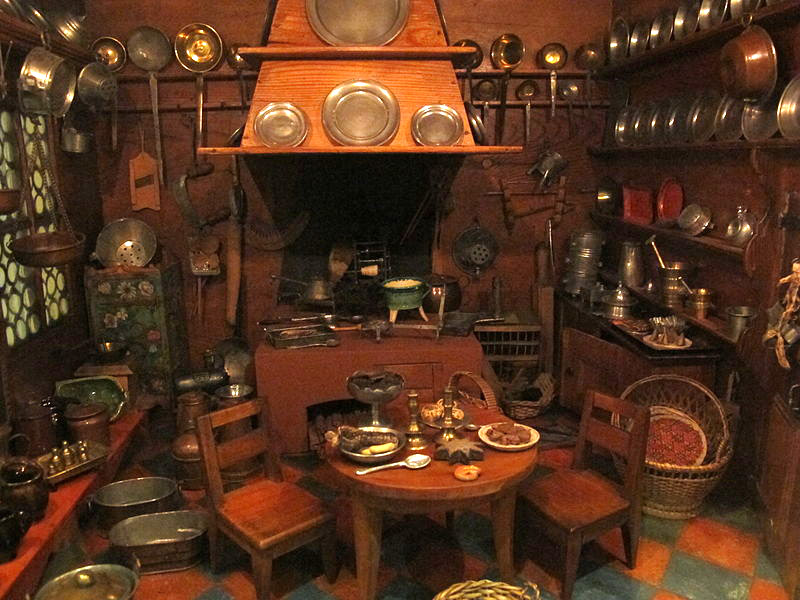
Keuken in het Bäumlerpoppenhuis

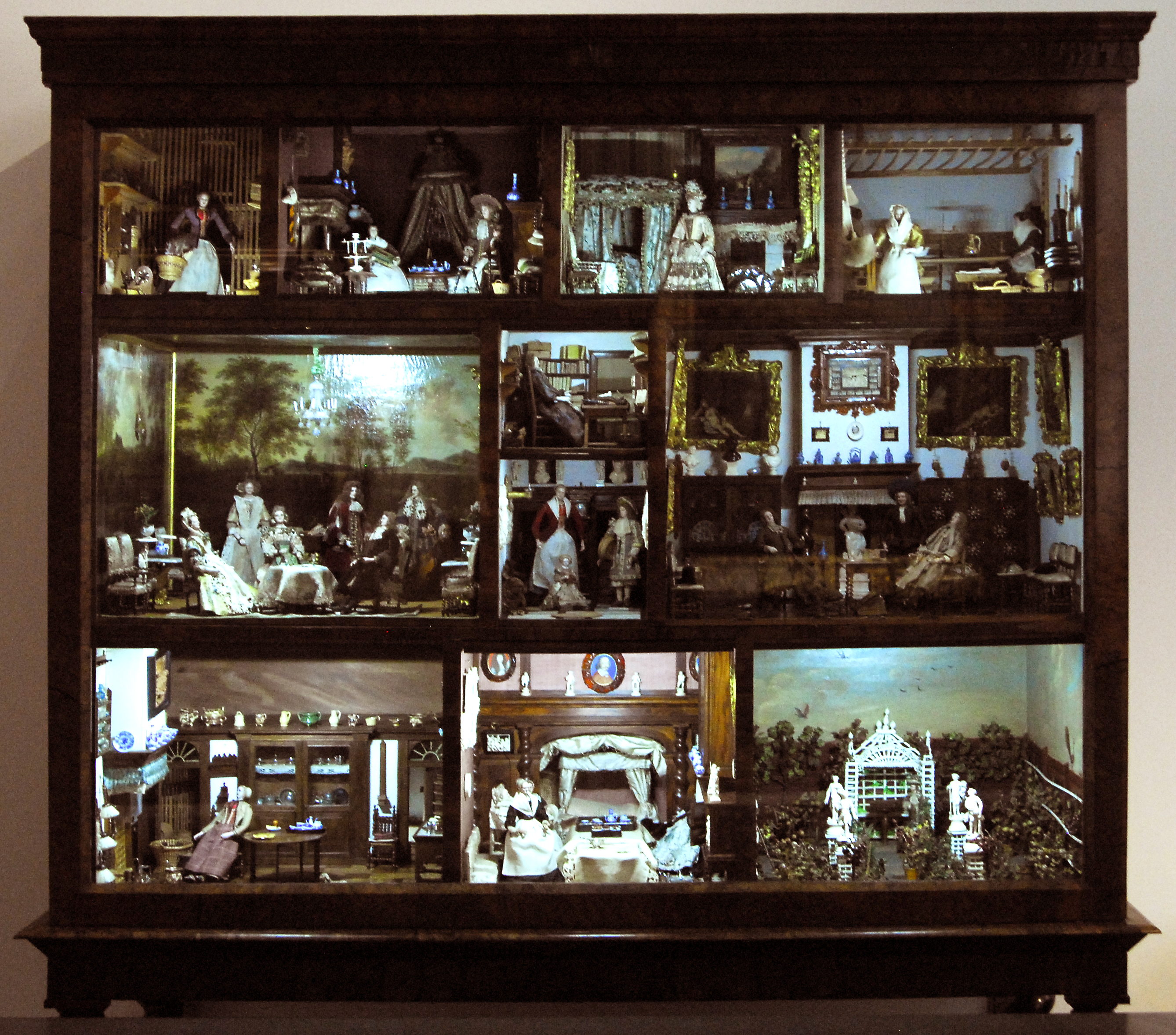
Poppenhuis van Petronella de la Court (Centraal Museum, Utrecht)

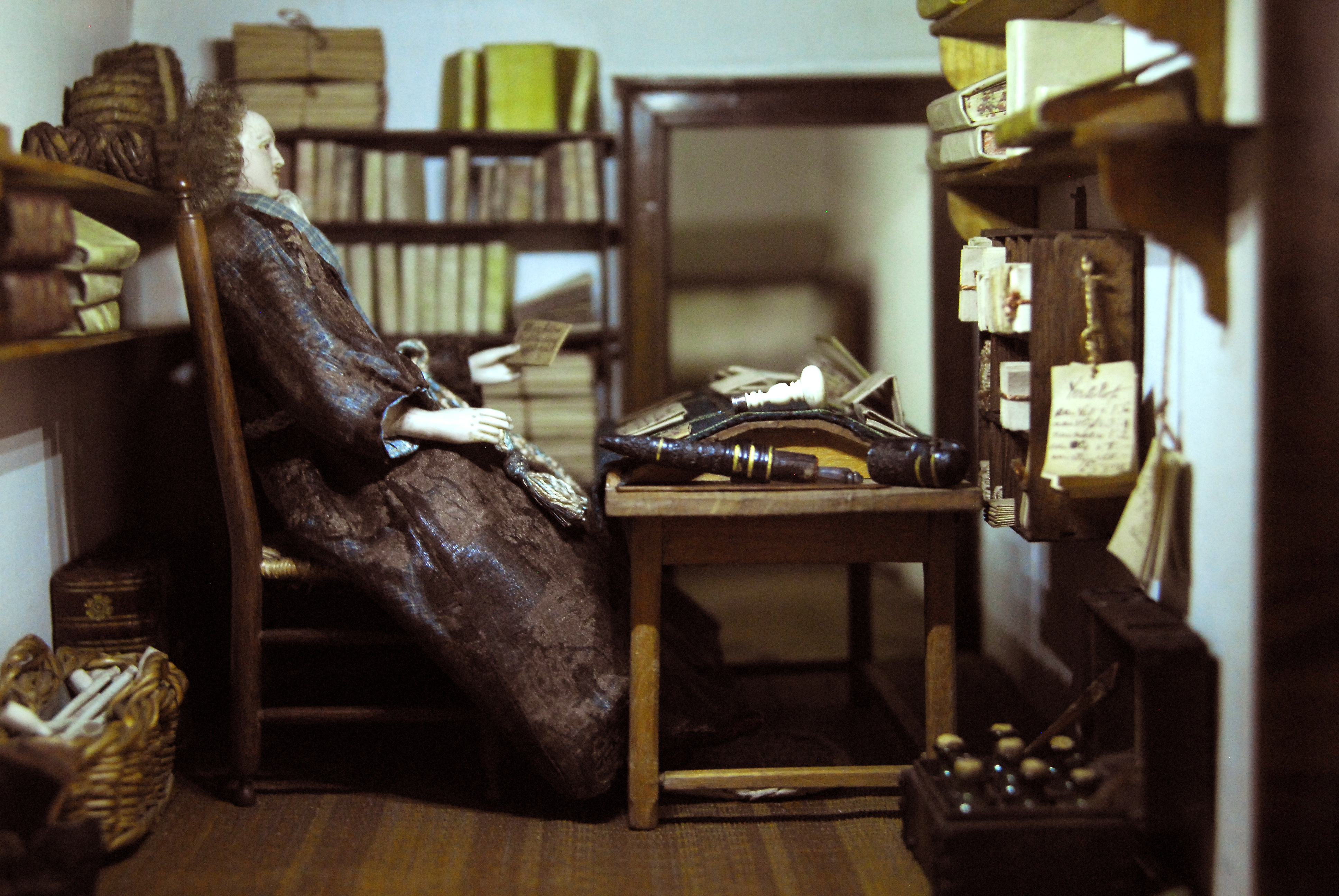
Het kantoor in het poppenhuis van Petronella de la Court

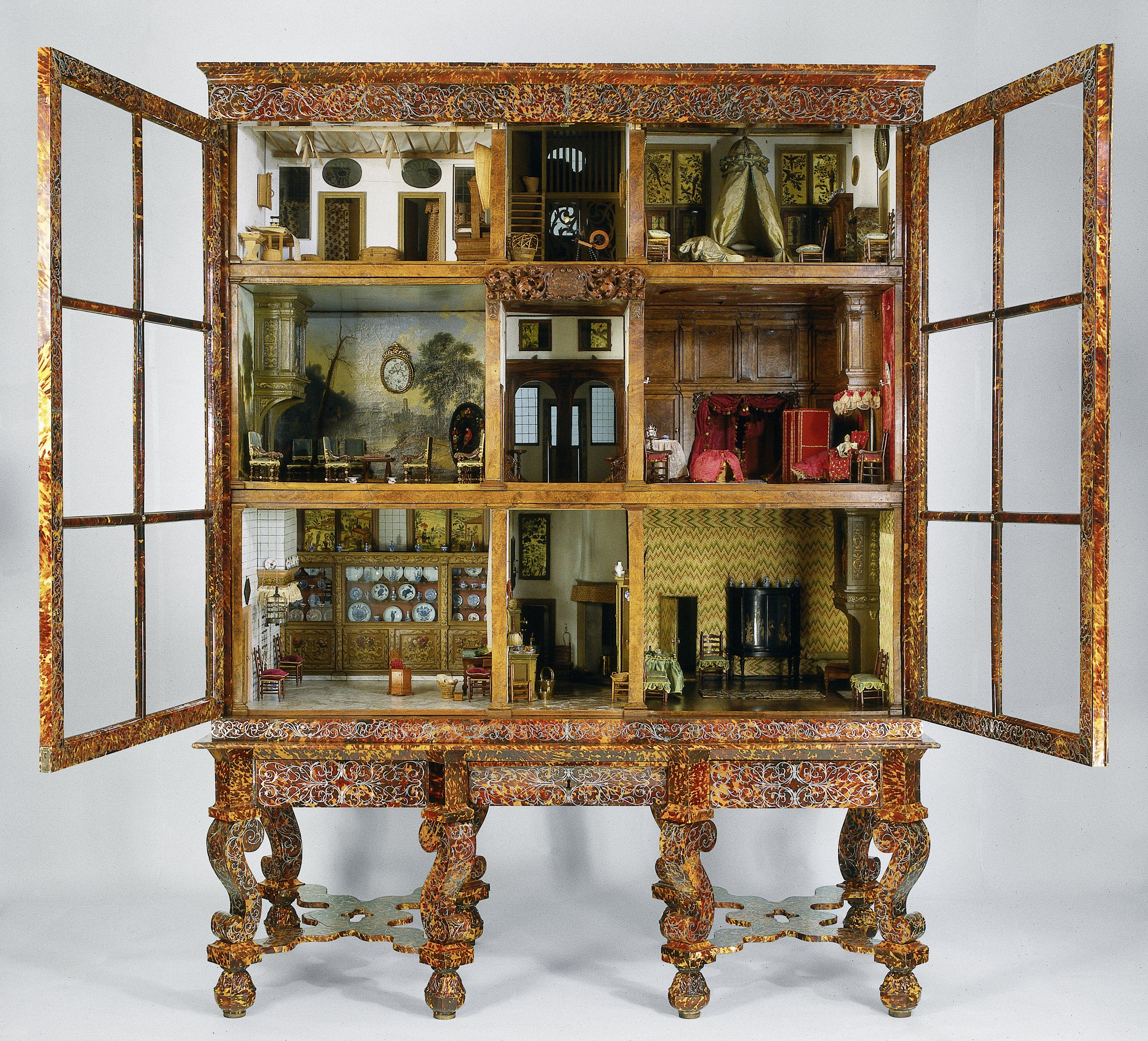
Het kabinetpoppenhuis van Petronella Oortman (Rijksmuseum Amsterdam)

## Oudheid
In de Oudheid vervaardigde men in Egypte en Mesopotamië kleine modellen van o.a. gebouwen, schepen, menselijke figuren, dieren en aardewerk. Het waren vaak grafvondsten, doel en betekenis zijn meestal niet bekend.

## De oudste Duitse poppenhuizen

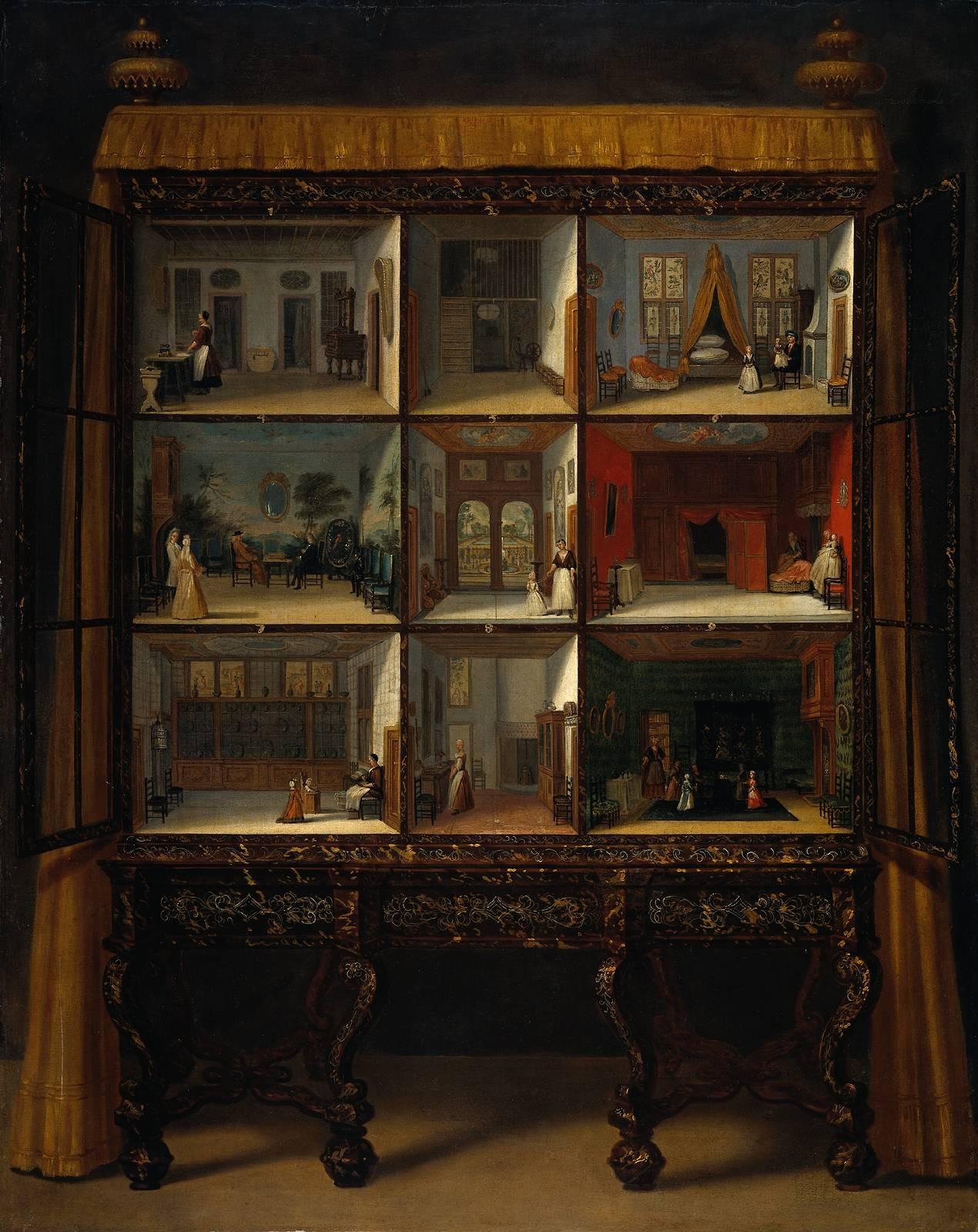
Het kabinetpoppenhuis van Petronella Oortman op een schilderij van Jacob Appel (1710) (Rijksmuseum, Amsterdam)

- Kunstverzamelaar hertog Albrecht V van Beieren liet in 1558 een groot, rijk poppenhuis bouwen voor zijn dochter, het zogenaamde Dockenhaus. Het huis had verdiepingen, veel kamers, een badkamer en een binnenplaats en was ingericht met zilver en wandkleden. Er woonde een gevarieerd gezelschap poppen. Het geheel werd later in een museum ondergebracht, waar het in 1674 door een brand werd verwoest.
- De poppenhuizen in Zuid-Duitsland uit de 17e eeuw zien eruit als een echt huis, met gevels, een dak en trappen. Ze hebben kamers en zijn volledig als huishouding ingericht. De gebruikte materialen waren in de omgeving voorhanden: inheems hout, koper, tin, aardewerk. Het oudste nog bestaande Duitse poppenhuis dateert uit 1611 en is 2.75 m hoog. Het heeft muurbeschilderingen en een tuin.
- In het barokke Schlossmuseum van Arnstadt bracht vorstin Auguste Dorothea von Schwarzburg-Arnstadt een bijzondere collectie poppenhuizen, interieurs en taferelen bijeen, die zij Mon Plaisir noemde. In de 82 interieurs met 391 poppen en ± 2670 voorwerpen verbeeldde zij in miniatuur het dagelijks leven aan het hof en in de stad. Veel verschillende ambachtslieden en 2 poppenmakers werden ingeschakeld. Auguste werkte zelf, samen met haar hofdames en personeel, mee aan het kleden van de poppen, volgens de laatste mode. Vanaf 1697 werkte de vorstin 50 jaar aan Mon Plaisir. Zij liet na haar dood een grote schuld na, maar tot op heden is haar collectie bewaard gebleven en nog steeds te bezichtigen.

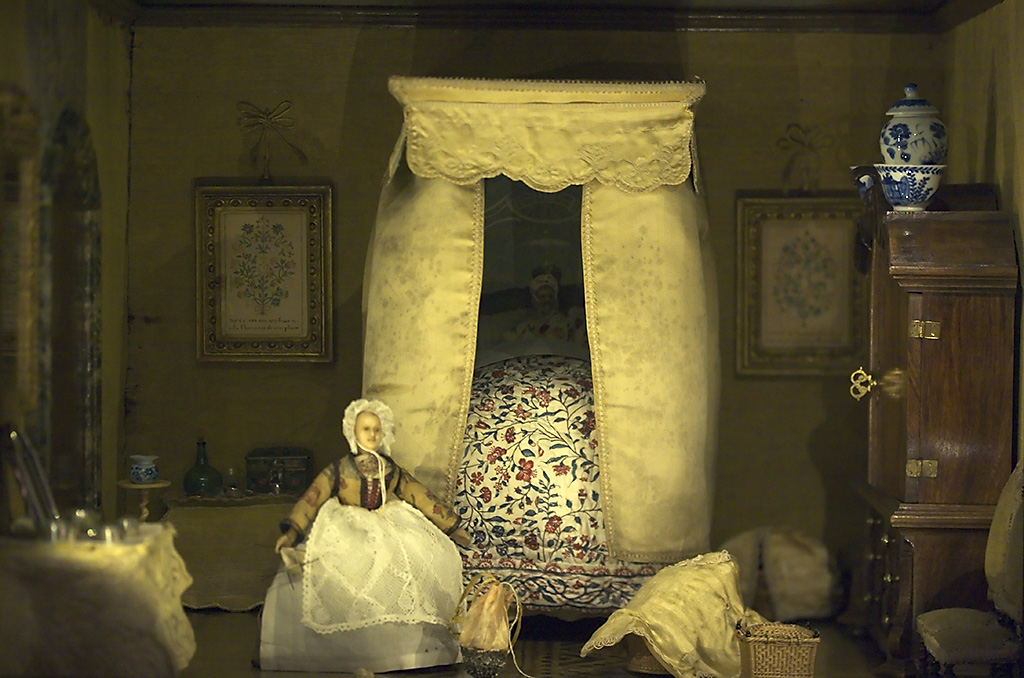
De kraamkamer in het poppenhuis van Sara Rothé (Frans Halsmuseum, Haarlem)

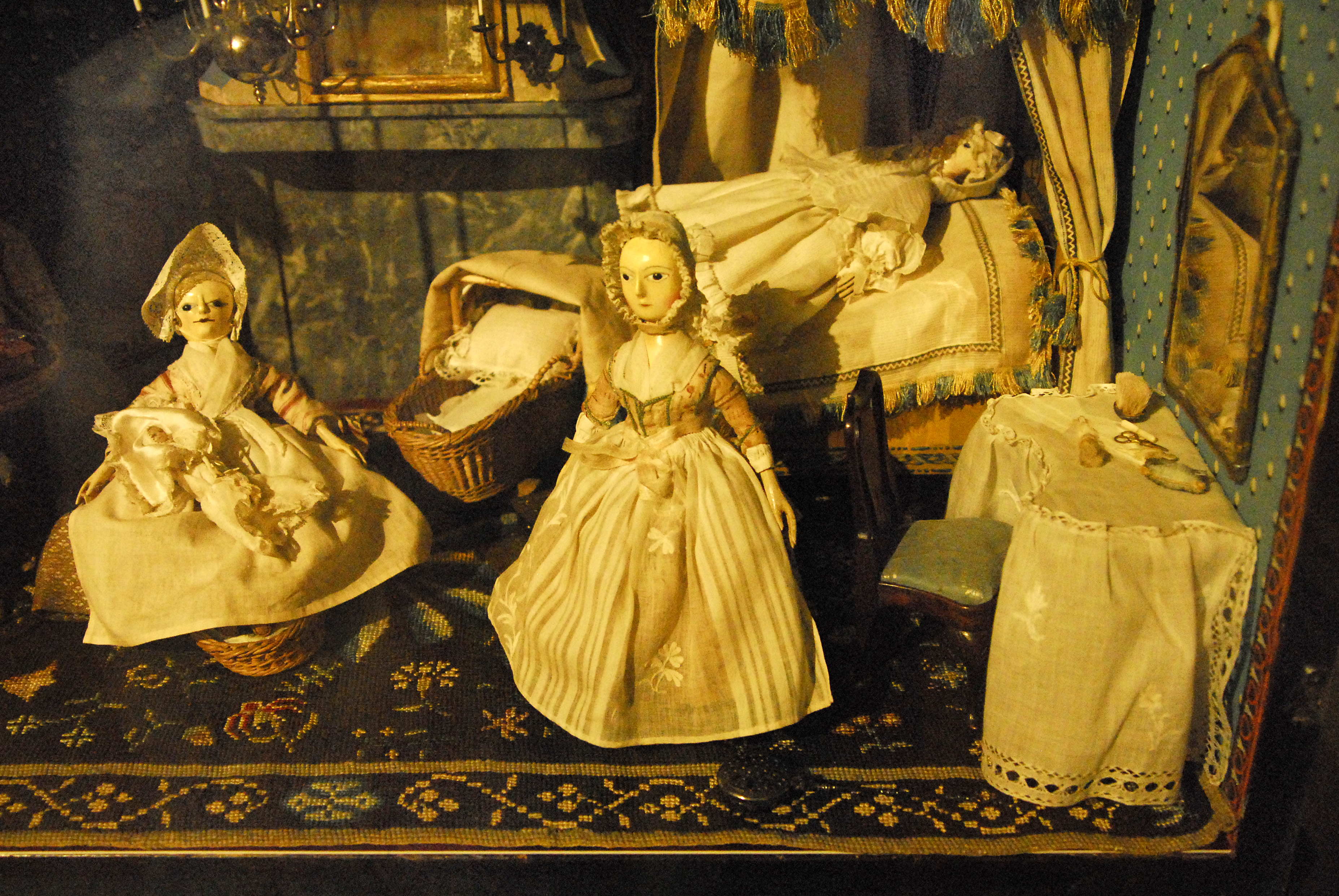
Kraamkamer in het poppenhuis van Agnes Maria Clifford (Amsterdam 1785-1810)

## De oudste Engelse poppenhuizen
- Het oudste poppenhuis in Groot-Brittannië dateert van 1695 en is nog altijd in particulier bezit. Prinses Anne (1665-1714), die in 1702 koningin werd, gaf het poppenhuis aan de dochter van aartsbisschop John van York, haar petekind Ann Sharp (1691-1771).
- Ann Sharp trouwde op 21-jarige leeftijd met Heneage Dering, de deken van Rippon. Ze had een rustig leven, haar dagboek is bij het poppenhuis bewaard gebleven.
- Het poppenhuis in de vorm van een eenvoudige grenenhouten kast is 1,75 m hoog, het kreeg later glazen deuren. Het huis heeft negen kamers, een trap en een zolder met veel miniaturen. Op de begane grond bevinden zich de kamers van de bedienden. Op de eerste verdieping zien we de keuken, de eetzaal en de salon en op de tweede verdieping twee slaapkamers en een boudoir.
- Het geschenk van de prinses was echt bedoeld als kinderspeelgoed, Ann Sharp richtte het zelf in. Ze gaf namen en functies aan de poppenfamilie en de bedienden door opgespelde kaartjes. In het boudoir staat een vreemd wassen portret van Mother Shipton, de 15e-eeuwse Engelse heks van Yorkshire. In de slaapkamer staat het oudst bekende poppenhuisje in een poppenhuis (schaal 1:144). Het poppenhuis geeft een goed beeld van het leven omstreeks 1700.
- Eveneens uit de 18e eeuw dateren het poppenhuis van Uppark (West Sussex 1730-1740), het poppenhuis van Nostell Priory (West Yorkshire 1735-1740) en het poppenhuis van Tate (Dorset 1760).

## Kabinetpoppenhuizen in Amsterdam

### Het kunstkabinet
In de 17e en 18e eeuw liet een kleine groep Nederlandse rijke burgervrouwen in Amsterdam ieder voor zich een poppenhuis bouwen in de vorm van een kunstkabinet. Zij richtten het in met kostbare materialen en bijzondere miniaturen, die in de stad volop beschikbaar waren. Vaak gaven zij ook opdrachten aan ambachtslieden. De kwaliteit van het geheel was bijzonder hoog. Deze kostbare verzameling verbeeldde de perfecte huishouding in die tijd. Het kabinetpoppenhuis was een bezienswaardigheid en de eigenares toonde het vol trots.

#### Petronella de la Court
Petronella de la Court (1624-1707) richtte haar kabinetpoppenhuis in tussen 1670 en 1690. Waarschijnlijk begon ze met de Kunstkamer, daarin bevinden zich de oudste gedateerde voorwerpen. Het kostbaar aangeklede poppenhuis bevat veel bijzondere voorwerpen en 34 poppen, waarvan er nog 28 over zijn. In 1758 verscheen een gedetailleerde veilingcatalogus. Petronella de la Court kende wellicht Petronella Dunois en Petronella Oortman in Amsterdam, zij bezaten ook een groot kabinetpoppenhuis. De la Court en Dunois waren familie van elkaar en ze woonden beiden aan het Singel.

#### Petronella Dunois
Petronella Dunois (1650-1695) woonde na de dood van haar ouders bij haar zuster Maria in Amsterdam. Beide zusters stelden een kunstkabinet samen, zij waren niet onbemiddeld. Slechts het poppenhuis van Petronella is bewaard gebleven. Het staat vermeld op haar lijst van huwelijksinbreng uit 1677. Het kabinet, ingelegd met marqueterie van notenhout, bezat oorspronkelijk twee deuren, door de ruiten kon men de Kraamkamer en de Beste Kamer zien. De inventaris uit de 17e eeuw is vrijwel helemaal bewaard gebleven, wel werd er in de loop der eeuwen steeds iets aan toegevoegd. Een inventarislijst uit 1730-1740 vermeldt onder andere 20 bijzondere poppen. Het poppenhuis bleef steeds in de familie en werd in 1934 aan het Rijksmuseum geschonken.

#### Petronella Oortman
Petronella Oortman (1656-1716) woonde met haar man Johannes Brandt in de Warmoesstraat. Zij werkte vanaf 1686 tot 1710 aan haar poppenhuis. Haar kabinet is groter dan de andere en prachtig versierd met marqueterie, het kostte voor die tijd een vermogen. De interieurs zijn zeer gedetailleerd en hebben natuurgetrouwe maatverhoudingen. Schilder Jacob Appel maakte in 1710 een nauwkeurig portret van het huis, met glasdeuren en gordijnen. Het schilderij toont een aantal poppen, maar deze zijn later uit het echte huis verdwenen, alleen een babypopje zit nog in een stoel. Het poppenhuis was in de 18e eeuw als kunstkabinet al zeer beroemd, uit binnen- en buitenland kwamen bezoekers kijken. Vanaf 1821 werd het openbaar tentoongesteld, vanaf 1887 staat het opgesteld in het Rijksmuseum.

#### Sara Rothé
Sara Rothé (1699-1751) woonde met haar man, de koopman Jacob Ploos van Amstel, in Amsterdam aan de Keizersgracht. Ze had in 1743 op een veiling 3 bestaande 17e-eeuwse poppenhuizen gekocht, deze waren vervaardigd door Cornelia van der Gon. Sara gaf opdracht om deze poppenhuizen uit elkaar te nemen en er twee nieuwe van te bouwen. Beide poppenhuizen hebben losse kamertjes, die als dozen in een kabinet zijn geplaatst. Sara vulde de collectie aan met nieuwe eigentijdse voorwerpen, ook maakte ze zelf borduur- en kaartweefwerk. Haar geschreven notities in boekjes over het ontstaan van haar poppenhuizen zijn voor wetenschappelijk onderzoek bijzonder waardevol. De poppenhuizen van Sara Rothé bevinden zich in het Gemeentemuseum Den Haag en in het Frans Halsmuseum te Haarlem.

#### Agnes Maria Clifford
- Agnes Maria Clifford (1739–1828) stamde uit rijke vooraanstaande patriciërsfamilies. Met haar echtgenoot Cornelis Backer, ook niet onbemiddeld, kreeg ze 5 kinderen. Het gezin woonde op de Oudezijds Voorburgwal, maar moest door sterk afnemende financiële middelen vertrekken naar een kleinere woning.
- Clifford werd bekend door haar twee pronkpoppenhuizen, die zich bevinden in Museum Simon van Gijn in Dordrecht en in Stedelijk Museum Zutphen. Deze liefhebberij werd op den duur voor haar te kostbaar. Haar poppenhuizen zijn dan ook duidelijk minder luxueus dan bijvoorbeeld de poppenhuizen van Sara Rothé, een halve eeuw eerder. Wel had ze uit de erfenis van haar vader miniatuurzilver, -porselein en bijzondere houten poppen verkregen.
- Clifford was een ware naaldkunstenares. De rijkdom van haar poppenhuizen bestaat vooral uit het bijzondere borduur- en naaiwerk. De houten poppen heeft ze zeer gedetailleerd gekleed, volgens de Nederlandse kostuummode van 1785-1795. Tot in de kleinste details zijn kapsels en onderkleding weergegeven. Ook borduurde ze wand- en meubelbekleding en alle tapijten, die ze voorzag van haar initialen.

#### Lizzy Ansingh
Schilderes Lizzy Ansingh (1875-1959) was lid van de Amsterdamse Joffers, een groep kunstenaressen in Amsterdam rond 1900. Na haar opleiding aan de Rijksacademie schilderde Lizzy onder andere stillevens waarin poppen een grote rol speelden. Zij had daarvoor in 1910 op een veiling een 18e-eeuws kabinetpoppenhuis gekocht. Het kreeg een ereplaats in haar atelier op de derde etage van de Herengracht 495. Het poppenhuis met de verdere poppenverzameling inspireerde haar tot de 'poppenschilderijen' waarmee zij bekend werd. Het is van groot belang voor het begrijpen van Ansinghs schilderijen.
Het poppenhuis bestaat uit een vitrinekast, gemaakt omstreeks 1740-50, gefineerd met wortelnotenhout en mahonie. Het is 240 cm hoog, 153 cm breed en 48 cm diep. Waarschijnlijk werd het omstreeks 1830 omgebouwd tot poppenhuis. Twintig poppen wonen in acht kamers en een grote zolder. Diverse voorwerpen werden door de kunstenares toegevoegd.
Museum Arnhem kocht het stuk na de dood van Lizzy Ansingh en sinds 1963 stond het tentoongesteld in het in 2012 opgeheven Historisch Museum.
Daarna werd het gerestaureerd en tentoongesteld in Erfgoedcentrum Rozet. Op 17 december 2014 keerden ook de schoongemaakte en gerestaureerde poppen terug in het kabinet. De restauratie is gesponsord door de Vrienden van Museum Arnhem.

## 19e eeuw
- Vanaf 1825-1830 ging een nieuwe middenklasse het belang inzien van speelgoed voor kinderen. Men was in staat goed speelgoed te kopen, soms was er sprake van eigenbouw. Er werd gespeeld met losse woon- en slaapkamertjes, keukentjes, winkeltjes of paardenstallen en pakhuizen (voor de jongens). Vooral stoffenwinkeltjes waren geliefd. Alleen rijke kinderen hadden een echt poppenhuis, het ging vaak over van moeder op dochter en werd dan naar behoefte aangepast.
- In de 19e eeuw werden deze eenvoudige houten poppenhuizen- en kamers meestal gemaakt door ambachtslieden. Aan het eind van de 19e eeuw werden speelpoppenhuizen in Duitsland in serie vervaardigd door Ludwig Moritz Gottschalk (1840-1905). Gottschalk exporteerde onder andere naar Nederland, ook de inventaris van de gebouwtjes kon bij zijn bedrijf aangeschaft worden. Het poppenhuismeubilair was van hout of van geperst karton, vaak met gouden biesjes. De bewaard gebleven catalogusfoto's laten de Gottschalkproductie van 1892 tot in de 20e eeuw zien. De huizen zijn fantasierijk, maar wel geïnspireerd op de bouwstijlen uit deze periode. Door een met potlood aangebracht nummer aan de onderzijde kan een Gottschalkhuis gedateerd worden. Het bedrijf werd door zoon Wilhelm Moritz Gottschalk voortgezet.
- Door de fabricage van vele thuiswerkers was speelgoed in Duitsland naar verhouding niet zo duur. Producten werden tevens afgestemd op het land van export.

## 20e eeuw

### Droomhuizen
Na 1900 ontstonden grote, boeiende projecten op miniaturengebied. In Nederland werden rond 1910 twee bijzondere poppenhuizen gebouwd. In twee Engelstalige landen bouwde men een koninklijk paleis, een sprookjeskasteel, een elfenpaleis en een serie museale toonkamers in historisch stijlen. Deze minutieus op schaal uitgevoerde droombouwwerken, vaak met details in kostbare materialen, vereisten veel creativiteit, man- en vrouwkracht en financiële investeringen. Architecten en vormgevers maakten ontwerpen. Kunstenaars en ambachtslieden van diverse disciplines werkten eraan mee.

#### Fokke Renooij en poppenhuis Juliana
Fokke Renooij (1863-1926) werkte als conducteur en later als controleur op de paardentram in Amsterdam. Tijdens zijn tochten door de stad bewonderde hij de fantasievolle, nieuwe architectuur. De huizen met torentjes, balkons, glas in lood en spionnetjes inspireerden hem bij de bouw van een poppenhuis voor zijn jongste dochter Maria. Ook de banketbakkerij op de Beukenweg, waar het gezin boven woonde, was een bron van inspiratie.
Renooij had veel belangstelling voor natuurkundige en technische onderwerpen. Voor zijn eigen huis maakte hij een grammofoon en een stofzuiger, heel bijzonder in die tijd. Ook las hij graag. Hij zat vol leuke ideeën voor het poppenhuis: pralineautomaatjes, veel spiegelglas, grappige opschriften, een klokkentoren en geheime laatjes! Maria's naam staat op de winkelramen. Hij moet wel met veel plezier aan het huis gewerkt hebben. In 1910 was het poppenhuis klaar, het heette net als het in 1909 geboren prinsesje Juliana. Er werd veel mee gespeeld door Maria en later door haar kinderen. Het poppenhuis bleef bij Maria's moeder Gerritje Broertjes. Na het overlijden van Gerritje kwam het bij haar verzorgster, wijkzuster Bussen, die er altijd al weg van was. Toen zij er ook niet meer voor kon zorgen schonk zij het in 1958 aan het Westfries Museum in Hoorn.

#### Lita de Ranitz
Jonkvrouwe Lita de Ranitz (1876-1960) speelde als kind met haar vriendinnetjes veel met een eenvoudig, door haar vader getimmerd poppenhuis. Toen de inventaris zich ook later nog langzaam maar zeker uitbreidde, gaf ze in 1910 opdracht voor een eigentijds poppenhuis. Herman J. Ros, leraar aan de Ambachtschool te Den Haag, nam na veel overleg de bouw op zich, met nieuwe snufjes zoals een badkamer en elektrisch licht. Jonkvrouwe De Ranitz ging door met verzamelen van miniaturen, kleine schilderijtjes van kunstenaars uit haar omgeving en kleine kunstvoorwerpen. Haar eigentijdse poppenhuis werd een soort kunstkabinet, zij herstelde hiermee een oude traditie. Dit huis geeft een goed beeld van een welvarende huishouding aan het begin van de 20e eeuw. De volledige collectie poppen, poppenhuizen, poppenkamers en winkeltjes van Lita de Ranitz bevindt zich op de zolder van het Haags Historisch Museum.
Aan het begin van de 21e eeuw was het hele poppenhuis dringend aan restauratie toe. Zeven verschillende restauratieateliers werden betrokken bij dit complexe proces. Ook de meubeltjes, vele voorwerpen van diverse materialen, de schilderijtjes en de poppen zijn gerestaureerd. De restauratie werd uitgevoerd in de periode februari tot en met september 2014.

#### Titania's Palace
- Titania's Palace is een elfenpaleis in schaal 1:12 voor de dochter van Sir Neville Wilkinson: Guendolen. Guendolen had gezegd, dat ze elfjes zag onder de wortels van een boom, ze dacht dat ze in een hol leefden en vroeg haar vader om een mooi elfenhuis te bouwen. Haar vader gaf daarna opdracht aan de meubelmakers James Hicks & Zonen in Ierland tot het bouwen van een paleis voor elfenkoningin Titania, prins-gemaal Oberon en hun zeven kinderen. Er werd van 1907 tot 1922 gebouwd en verzameld.
- Het mahoniehouten miniatuurpaleis heeft 18 kamers, gevuld met meubilair en 3000 kleine kunstwerken en miniaturen van over de hele wereld.
- Titania's Palace is in 160 steden te zien geweest, onder andere in de VS en Australië, de opbrengsten gingen naar een goed doel. In 1978 werd het bij Christie's (Londen) verkocht aan Legoland in Denemarken, waar het na een restauratie werd tentoongesteld. Vanaf 2007 staat het opgesteld in het kasteel te Egeskov op Fünen en is daar opnieuw te bezichtigen.

#### Het poppenhuis voor koningin Mary
De in zijn tijd zeer befaamde Engelse architect Sir Edwin Lutyens (1869-1944) tekende begin jaren twintig het ontwerp voor Queen Mary's Dolls' House en tuinarchitect Gertrude Jekyll (1843-1932) ontwierp de tuin. Het grote poppenhuis was een geschenk voor koningin Mary (1867-1954), de vrouw van koning George V. In maart 1924 was het miniatuurpaleis klaar en werd het getoond op een grote tentoonstelling in Londen. Vanaf 1925 staat het permanent in Windsor Castle opgesteld en is het toegankelijk voor publiek.

#### The Fairy Castle van Colleen Moore
- De beroemde Amerikaanse filmster Colleen Moore (1899-1988) gaf opdracht aan Hollywoodarchitecten en kunstenaars voor de bouw van een sprookjeskasteel. Haar vader en meer dan 700 mensen werkten er aan mee. De bouw- en verzamelfase duurde 7 jaar en kostte een vermogen. Het beschilderde, loodzware uit aluminium opgetrokken gebouw meet 9 voet in het vierkant, de hoogste toren is 12 voet hoog. Rond de centrale tuin liggen de sprookjesachtige ruimtes, een zwevende elfentrap en torens.
- Colleen Moore verzamelde met het kasteel geld voor goede doelen voor kinderen. Zij leende het vanaf 1949 uit aan het Museum of Science and Industry in Chicago en schonk het in 1976 definitief. Ze bleef tot haar dood in 1988 bezig met sprookjeskasteel en verzamelde ervoor. Ze droeg het op aan alle kinderen ter wereld en aan iedereen die gelooft in de magie van elfenkastelen.
- Het geheimzinnig verlichte bouwwerk is permanent in een donkere ruimte geïnstalleerd. Men kan tijdens het bezichtigen via koptelefoons ingesproken bijzonderheden beluisteren. Het trekt per jaar 1,5 miljoen bezoekers van alle leeftijden.

#### De Thorne Rooms
Narcissa Thorne (1882-1966) was een Amerikaanse kunstenares, bekend door haar 99 zeer gedetailleerde stijlkamers in schaal 1:12. Zij financierde en ontwierp deze gemeubileerde kamers tussen 1932 en 1940, haar deskundige medewerkers voerden de ontwerpen minutieus uit. De kamers hadden een didactisch opzet. Mrs. Thorne, zoals zij genoemd wordt, wilde het kunstminnende publiek bekend maken met historische interieurs uit Europa vanaf de late 13e eeuw tot 1930 en uit Noord-Amerika vanaf de 17e eeuw tot 1930. In 1954 kregen 68 stijlkamers een permanente behuizing in de kelderverdieping van het Art Institute te Chicago. Daar zijn ze tot op heden te bezichtigen.

### Speelgoed
- De speelgoedproducent ado vervaardigde vanaf 1925 poppenhuismeubeltjes. Er werden ook complete poppenkamers geleverd. De afkorting ado stond voor Arbeid Door Onvolwaardigen. Herstellende tuberculosepatiënten werkten onder leiding van Ko Verzuu (1901 - 1971) in de speelgoedwerkplaats van het sanatorium Berg en Bosch te Apeldoorn (vanaf 1933 Bilthoven). Verzuu was tot 1955 de ontwerper van het speelgoed. Hij testte het door zijn elf eigen kinderen ermee te laten spelen. De rechthoekige meubeltjes met heldere kleuren, zoals rood, geel en groen in combinatie met grijs en zwart, waren geïnspireerd op de vormgeving van Gerrit Rietveld, Henk Wouda en De Stijl. Ado speelgoed was geen massaproduct, het werd in dure winkels verkocht, zoals De Bijenkorf en Metz & Co en was tamelijk prijzig.
- Waddinxveen was vanaf eind 18e eeuw tot eind jaren zeventig een centrum voor de speelgoedfabricage. Hier richtte G.Okkerse in 1901 zijn bedrijf voor speelgoed op, drie generaties Okkerse werkten in dit familiebedrijf. Vanaf 1940 dateert de merknaam OKWA: Okkerse Waddinxveen. Na de Tweede Wereldoorlog begon kleinzoon G.J.C.Okkerse met de bouw van poppenhuizen. Deze bestonden uit een houten frame en kleurig bedrukte panelen. In de jaren zeventig kwamen daar plastic onderdelen bij, zoals wenteltrappen en balkonhekjes. Vaak werden de poppenhuizen gecombineerd met meubeltjes van een ander merk. Het OKWA-speelgoed werd ook naar het buitenland geëxporteerd. In 1976 kwam er een einde aan de productie.
- Te Vroomshoop werd in 1938 op initiatief van J.J.de Groot sio opgericht om werkloze veenarbeiders aan werk te helpen; sio betekent Speelgoed Industrie Overijssel, de merknaam wordt met kleine letters geschreven. Na 1946 ging het steeds beter met sio. In 1950 kwamen de twee jonge ontwerpers Rokus van Blokland (1926) en Corry Mobach (1929), afgestudeerd aan de kunstacademie, in het bedrijf. Ze hadden contact met professor in de opvoedkunde Wilhelmina J. Bladergroen, het sio-speelgoed was pedagogisch verantwoord. Een door Bladergroen geschreven boekje over goed spelen werd door Corry Mobach voorzien van tekeningen en foto's van sio-speelgoed. Vanaf 1970 ontwierp het echtpaar poppenhuizen en winkeltjes van karton of hardboard met een frame van hout. De panelen werden vrolijk en kleurig bedrukt met gestileerde motieven. Sommige poppenhuizen hadden elektrisch licht, met lampjes van het eigen merk. Er kwam in 1977 zelfs een caravan voor tienerpoppen. Er werd door sio steeds meer naar het buitenland geëxporteerd. Handig voor de verzending was een geheel demontabele kruidenierswinkel. Het bedrijf bestond tot 1979.

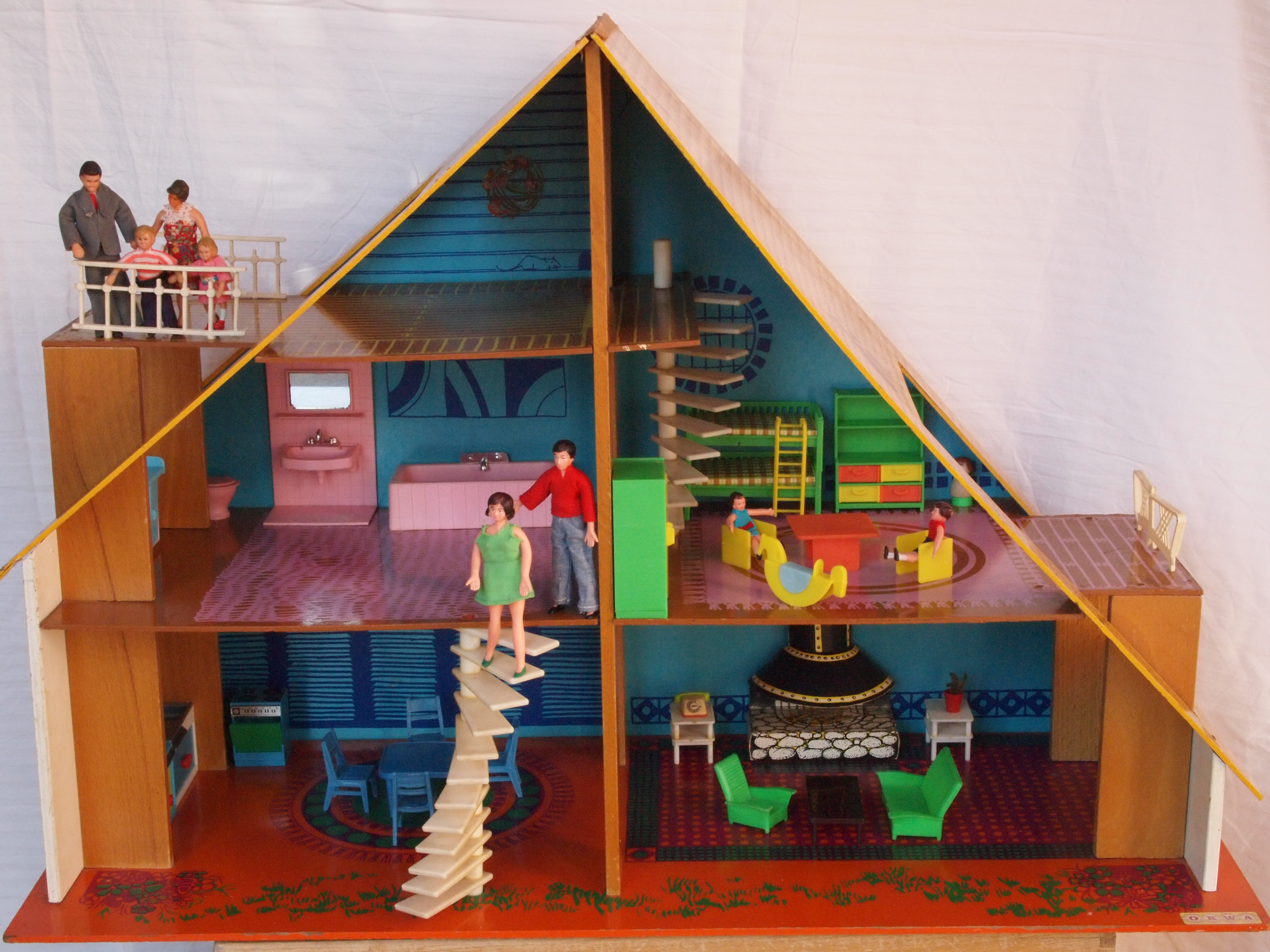
OKWA-poppenhuis 1974

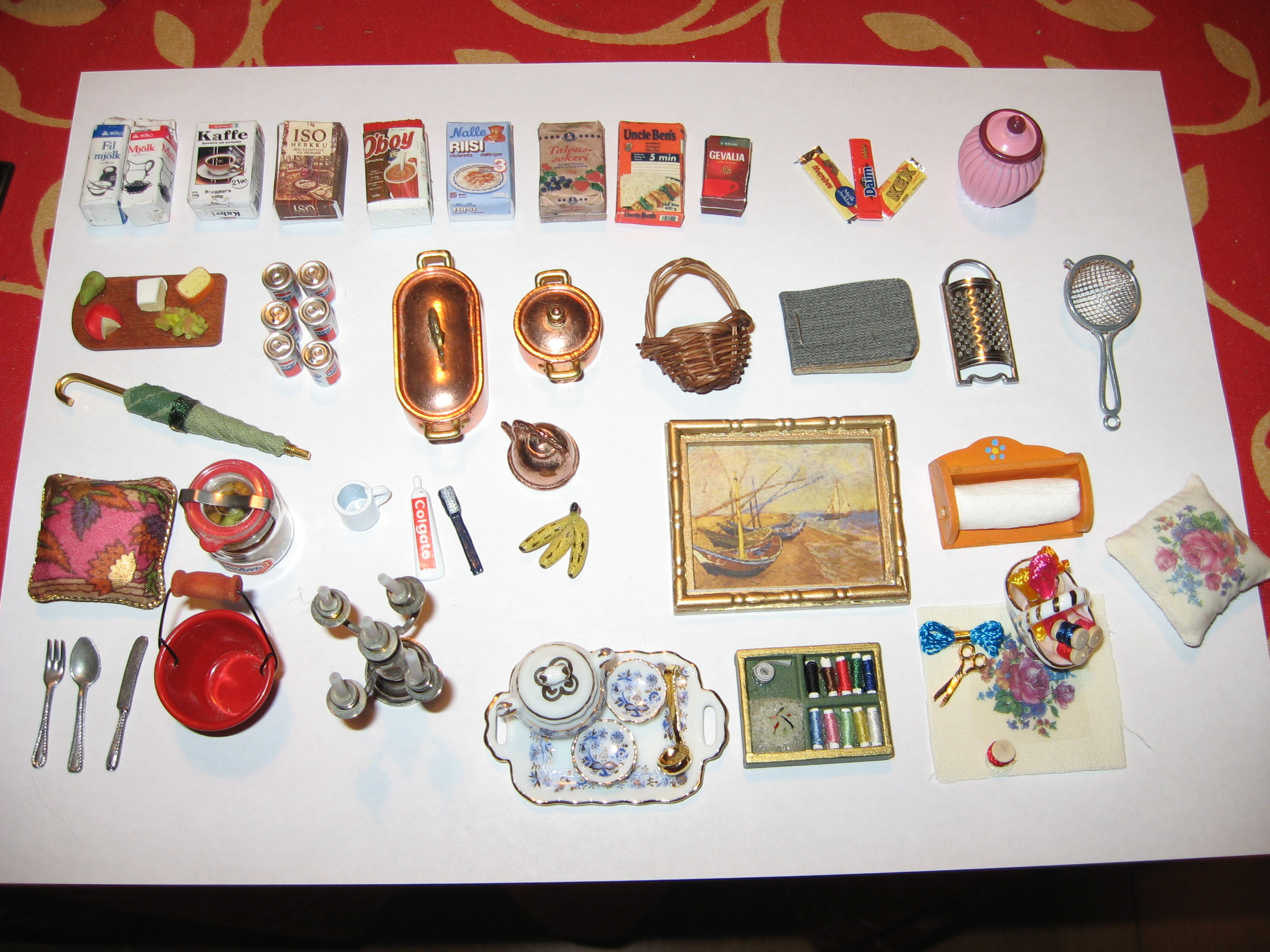
Miniatuurvoorwerpen in schaal 1:12 (2007)

- De Duitse firma Brandstätter werd vanaf 1974 bekend door de fabricage van Playmobil. Dit speelgoed was geheel gemaakt van kunststofgranulaat in diverse kleuren, het werd onder druk in gietvormen gespoten. Hans Beck ontwierp de poppetjes, met een hoogte van 7,5 cm, beweegbare delen en accessoires. Hij baseerde ze op de vroeger zo populaire tinnen soldaatjes. Na de poppetjes kwam men met een modulair bouwsysteem, voor een kasteel, een bakkerij, enzovoort. Twee poppenhuizen werden op de markt gebracht: Anno 1900 uit 1989 en in 2000 een eigentijds huis.

### Zelfbouw en verzamelen
- Door de invoering van de vijfdaagse werkweek in 1961 en de veertigurige werkweek in 1962 kregen de mannen meer vrije tijd en velen knutselden graag. In tijdschriften werden soms werktekeningen aangeboden om een poppenhuis, pakhuis of garage voor de kinderen te vervaardigen. Ook verschenen steeds meer knutselboeken. Kinderen kregen vaak zelfgemaakte cadeaus voor hun verjaardag of met Sinterklaas. Ook de vrouwen, die van oudsher al veel handwerkten, deden hier aan mee. Fabrikanten van levensmiddelen gaven bij aankoop soms kleine presentjes, zoals miniatuurlevensmiddelen (o.a. Heroblikjes), sleutelhangers en speldjes, deze werden gretig verzameld. De miniatuurproducten pasten prima in het zelfgemaakte winkeltje of de poppenkamer.
- Toen in de tweede helft van de 20e eeuw de drukkerijen stopten met het handmatig zetten van loden en houten drukletters, werden de houten letterbakken overbodig. Deze degelijk gemaakte ondiepe vakjesbakken vonden een plaatsje in vele huiskamers als decoratieve wandobjecten, er werden verzamelingen kleine voorwerpen en miniaturen in onder gebracht. Opnieuw ontstonden er een soort kunstkastjes. Oude speelgoedpoppenhuizen werden van de zolders tevoorschijn gehaald en gerestaureerd, om er de zich uitbreidende collectie in onder te brengen, of men ging over op zelfbouw.
- Omstreeks 1970 startte warenhuis De Bijenkorf met de Shackmanserie. Ondanks de prijs werden deze dure houten miniatuurmeubeltjes voor volwassenen, geïnspireerd op antieke meubelen, gretig verzameld.
- In 1990 werd door Wim Kros het tijdschrift Poppenhuizen & Miniaturen opgericht, met technieken en werkbeschrijvingen voor het maken van huizen en de inventaris. Geleidelijk groeide de nieuwe liefhebberij voor volwassenen: het vervaardigen of verzamelen van miniaturen en het inrichten van een eigen droompoppenhuis. Bij de keuze van een tijdperk of een thema voor dit huis is er vaak sprake van nostalgie. Daarnaast zochten de hobbyisten elkaar op in vriendenkringen en gingen samen aan de slag. Wie meer miniaturen vervaardigde dan gewenst was voor de eigen behoefte, richtte een eigen bedrijfje op. Er kwamen winkels, beurzen en webwinkels voor de aankoop van miniaturen en voor materialen en gereedschap voor het fijne werk.

## 21e eeuw
Door de komst van technische ontwikkelingen als lasersnijden, de 3D-printer, ledverlichting en de Pepper's ghost techniek ontstaan nieuwe mogelijkheden.

### Poppenhuizen in de 21e eeuw

#### De Fietsenwinkel van Willy Merlijn
- Nel Merlijn en haar broer Alphons bouwden rond 2002 een maquette van een fietsenwinkel en het ernaast gelegen woonhuis, het was hun ouderlijk huis. Zij wilden hiermee aan hun kinderen het leven laten zien van een groot gezin in de jaren vijftig. Deze fietsenwinkel van hun vader Willy Merlijn in Apeldoorn werd uitgevoerd in schaal 1:12.
- Nel en Alphons Merlijn konden beschikken over de originele bouwtekeningen, waardoor een nauwkeurige maquette ontstond. Als materialen gebruikten ze mdf, karton, verf, papier, textiel, koper en plastic.
- Hun herinneringen en de verhalen van de andere broers en zusters leverden veel gegevens op. Het fornuis en de zand-, zeep- en sodabakjes in de keuken, de wieg in de ouderslaapkamer en de kinderbedden op een onverwarmde zolder geven een beeld van de huishouding en de inrichting uit die tijd. In het winkelinterieur staan door Nel en Alphons vervaardigde fietsen met de prijskaartjes in miniatuur, die destijds door moeder Merlijn keurig met de hand werden geschreven.
- In de loop van een paar jaar groeide de maquette uit tot meer dan 2 meter breed en paste niet meer in een huiskamer. Broer en zus schonken hem in 2013 aan het Nederlands Openluchtmuseum, te Arnhem. Zij vertelden daarbij hun verhalen, die nu samen met de maquette voor het nageslacht bewaard blijven. Dit poppenhuis past in de traditie van Nederlandse poppenhuizen en miniatuurhuizen vanaf de 17e eeuw tot heden, die gedetailleerd weergeven hoe men dagelijks leefde, vaak met voorwerpen die in werkelijkheid al lang verdwenen zijn.

#### Poppenhuis Het Grachtenhuis
Het museum Het Grachtenhuis aan de Herengracht 386 te Amsterdam werd voor het publiek geopend in 2011. In het 17e-eeuwse grachtenpand wordt de geschiedenis van de Amsterdamse grachtengordel getoond met behulp van maquettes, animaties, multimedia en Het Grachtenhuis in miniatuur. In de kamers van dit grote poppenhuis spelen historische taferelen met muziek, gesproken tekst en gefilmde acteurs in historische costuums. De theaterscènes met hun poëtische sfeer komen tot leven met behulp van de Pepper's ghosttechniek.

#### Het Muizenhuis
- Karina Content, (Leiden, 6 juni 1960), schrijversnaam Karina Schaapman, bouwde vanaf 2008 aan haar poppenhuis Het Muizenhuis. In dit boomhuis voor muizen verwerkte ze veel van haar jeugdherinneringen in Leiden en in het circus. Hoofdpersonen zijn de speelmuizen Sam en Julia met hun familie.
- Karina Content bouwde het poppenhuis van papier-maché. Ze maakte gebruik van afvalmaterialen, dozen, papier, verf en fijne stoffen uit de jaren zeventig. Boekjes en opschriften in miniatuur vervaardigde ze met hulp van de kleurenprinter. Ook de muizen maakte ze zelf. Het grillige geheel van meer dan honderd kamers, gangen, straatjes en boomtakken groeide uit tot een hoogte van drie meter. Het staat opgesteld op de jeugdafdeling van de Openbare Bibliotheek Amsterdam (OBA).
- Vanaf 2013 publiceerde Karina Content kinderboeken over Sam en Julia in hun Muizenhuis, met kleurige foto’s van het stel in een fantasievolle omgeving. Deze kinderboeken werden enthousiast ontvangen en in 15 talen vertaald.

#### Poppenhuis Het Rembrandthuis
In 2014 begon een kleine groep vakminiaturisten in samenwerking met Het Rembrandthuis in Amsterdam een nieuw project. Een gedeelte van het woonhuis van Rembrandt werd nagebouwd in schaal 1:12. Het uitgevoerde ontwerp bevat verschillende kamers en de keuken, voorzien van de originele kleuren, tegels en marmerimitaties. Rembrandts schildersezel, zijn etspers en een aantal houten meubels vullen de vertrekken. Met behulp van de lasertechniek ontstonden reliëfs in mdf op kasten en bedsteden. Schilder- en etsbenodigdheden, schilderijlijsten, etenswaren en beddengoed zijn aanwezig, alles in miniatuur. Door de ramen met glas-in-lood valt 21e-eeuws licht naar binnen.
Op 1 mei 2018 is het poppenhuis officieel aangeboden aan het Rembrandthuis. Het staat nu bij de ingang en is te bewonderen door de bezoekers van het museum.

## Poppenhuizen in musea

### In Nederlandse musea
- het kabinetpoppenhuis (1670-1690) van Petronella de la Court in het Centraal Museum te Utrecht
- het kabinetpoppenhuis (circa 1676) van Petronella Dunois in het Rijksmuseum te Amsterdam
- het kabinetpoppenhuis (circa 1686-1710) van Petronella Oortman in het Rijksmuseum te Amsterdam
- het eerste kabinetpoppenhuis (circa 1745) van Sara Rothé in het Gemeentemuseum Den Haag
- het tweede kabinetpoppenhuis (1743-1751) van Sara Rothé in het Frans Halsmuseum te Haarlem
- het poppenhuis van Roelofke Asman (1830) en poppenhuis Sminia-State (circa 1860) in het Fries museum in Leeuwarden
- poppenhuis Kindervreugd (1830-1840) in Slot Zuylen
- het grote poppenhuis Dordtse kamers van Agnes Maria Clifford in het Museum Simon van Gijn in Dordrecht
- het kleine poppenhuis van Agnes Maria Clifford in het Stedelijk Museum Zutphen in Zutphen
- het kabinetpoppenhuis van kunstenares Lizzy Ansingh in Historisch Museum Arnhem
- poppenhuis Juliana (1910) van Fokke en Maria Renooij in het Westfries Museum te Hoorn
- het poppenhuis (1910-1913) van Lita de Ranitz in het Haags Historisch Museum
- het poppenhuis van Annet Baas in het Streekmuseum het Admiraliteitshuis in Dokkum

### Buiten Nederland
- het poppenhuis van de familie Von Stromer (1639) in het Germanisches Nationalmuseum te Neurenberg
- Mon Plaisir (1697-1710), de poppenstad in het Schlossmuseum te Arnstadt (D)
- Titannia's Palace (1907-1922) in kasteel Egeskov in Denemarken
- Queen Mary's Dolls' House (1921-1924) in Windsor Castle
- The Stettheimer Dollhouse (1916-1935) in het Museum of the City New York
- Colleen Moore's Fairy Castle (1928-1935) in het Museum of Science and Industry te Chicago
- The Thorne Rooms (circa 1930) in het Art Institute te Chicago
- 18 antieke poppenhuizen (1835-1925) waaronder Hammond House in Wallington Hall bij Morpeth (Engeland)
- Een verzameling poppenhuizen in het V&A Museum of Childhood in Bethnal Green (Engeland).

## Schaal
De standaardschaal waarin gewerkt wordt is 1:12, gebaseerd op de Engelse maten (1 inch : 1 foot).
Overzicht van de poppenhuisschalen:
| Schaal | Manshoog | Bijzonderheden                                                                                                   |
| ------ | -------- | --- |
| 1:6    | 30 cm    | de schaal voor onder andere Barbiepoppen, ook gebruikt voor de miniatuurdesignstoelen van Vitra                  |
| 1:10   | 18 cm    | de schaal in veel antieke poppenhuizen (het stak vroeger niet zo nauw)                                           |
| 1:12   | 15 cm    | de internationale standaardschaal voor poppenhuizen                                                              |
| 1:18   | 10 cm    | de schaal voor moderne speelgoedpoppenhuizen en bijpassende meubeltjes, onder andere van het Zweedse merk Lundby |
| 1:24   | 7,5 cm   | in het Engels: halfscale                                                                                         |
| 1:48   | 3,75 cm  | in het Engels: quarterscale                                                                                      |
| 1:144  | 1,25 cm  | de schaal voor een poppenhuis in het 1:12-poppenhuis                                                             |

## Verder lezen

### Tijdschriften
- Kleingoed 1984-1988 Uitg. Anneke Hüsecken.
- DollsHouse Nederland sinds 2003 AP International information.
- Minivirus 2006 - 2011 Uitg. Minivirus.
- Poppenhuizen & Miniaturen sinds 1990 Scala Publishing.

### Kinderboeken over een poppenhuis
- Baxter, Nicola: Mijn poppenhuis Pop-upboek 3+ Uitg. 2010 Veltman Uitgevers B.V. ISBN 9789048302895
- Buchanan, Heather S.: Rik en Nicky Muis in hun Poppenhuis Uitgeverij Kluitman g.j.
- Carbo, Christa: het poppenhuis, the doll's house Uitklapboek 12+ 2008 Rijksmuseum Amsterdam/Nieuw Amsterdam Uitgevers ISBN 978 90 868 9031 6
- Schaapman, Karina: Het muizenhuis 2011 Rubinstein bv ISBN 9789047611110
- Schaapman, Karina: Het muizenhuis Sam en Julia in het theater 2012 Rubinstein bv ISBN 9789047612988
- Tjong-Khing, Thé en Anna Woltz: Nacht in het poppenhuis 2011 Leopold B.V. ISBN 9789025859428